# 史朝賓
史朝宾（1510年—1571年），字应之，號觀吾，福建晉江平易里（今泉州市鯉城區西街）人，祖籍浙江鄞縣（今寧波），明朝政治人物，進士出身。

## 生平
嘉靖十年（1531年）中辛卯科福建乡试第二名举人，嘉靖二十六年（1537年）登丁未科會試第七名，廷试二甲第四名進士。户部觀政，授刑部主事，升任刑部员外郎。當時兵部侍郎杨继盛彈劾严嵩十大罪，嚴嵩子嚴世蕃，令其黨羽李世荣、何鳌、王学益等，偷偷和史朝宾談論此事，密謀殺死杨继盛。史朝宾反對，后被降三级，外调泰州判官，改扬州府通判，迁南京戶部員外郎，之後擔任工部郎中，歷河南佥事、尚寶司少卿。后嚴嵩被罷黜，徐阶升任他為南京大理丞，复署应天府丞，晉升為鸿胪寺卿。

## 著作
所著有《观吾集》、《史氏内範》。

## 家庭
曾祖父史騭、祖父史時泰、父史宏璉，曾任訓導。母包氏。慈侍下。弟史朝宜（举人、右布政使）；史朝富（举人、南兵部郎中）；史朝寀（主事）；史朝实；史朝官；史朝守。子继芳（生员）。史继华（宜子）、史继偕（榜眼、宜子）。